# Елизабет Шарлота фон Анхалт-Харцгероде
Елизабет Шарлота фон Анхалт-Харцгероде (на немски: Elisabeth Charlotte von Anhalt-Harzgerode; * 11 февруари 1647; † 20 януари 1723) от династията Аскани, е принцеса от Анхалт-Харцгероде и чрез женитби княгиня на Анхалт-Кьотен и херцогиня на Шлезвиг-Холщайн-Зондербург-Норбург.

## Живот
Дъщеря е на принц Фридрих фон Анхалт-Харцгероде (1613 – 1670) и първата му съпруга графиня Йохана Елизабет (1619 – 1647), дъщеря на Йохан Лудвиг фон Насау-Хадамар.
Елизабет Шарлота се омъжва на 25 август 1663 г. за роднината си княз Вилхелм Лудвиг фон Анхалт-Кьотен (1638 – 1665). Бракът е бездетен и през 1665 г. става вдовица.
Елизабет Шарлота се омъжва втори път през 1666 г. за херцог Август фон Шлезвиг-Холщайн-Норбург-Пльон (1635 – 1699) от фамилията Дом Олденбург.

## Деца
От втория си брак тя има децата:
- Йоахим Фридрих (1668 – 1722), херцог на Шлезвиг-Холщайн-Зондербург-Пльон

∞ 1704 Магдалена Юлиана, пфалцграфиня на Биркенфелд-Гелнхаузен (1686 – 1720)
∞ 1721 Юлиана Луиза, принцеса от Източна Фризия (1698 – 1721)
- Августа Елизабет (1669 – 1709), монахиня в Херфорд
- Шарлота София (1672 – 1720)
- Кристиан Карл (1674 – 1706) ∞ 1702 Доротея Кристина фон Айхелберг (1674 – 1762), от 1702 Фрау фон Карлщайн, 1722 принцеса на Дания
- Доротея Йохана (1676 – 1727), ∞ 1699 княз Вилхелм II фон Насау-Диленбург (1670 – 1724)